# Sinovica
Sinovica je dvodelno gručasto naselje v Občini Sodražica. Večina hiš stoji na vrhu kopaste vzpetine v jugovzhodnem delu Slemen na skrajnem jugu Velikolaščanske pokrajine. Tri hiše stojijo nižje ob poti v Presko. 
Nekaj domačij je opuščenih. Vas obdajajo travniki, pod njo pa so gozdovi.